# Franz Joseph Noortwyck

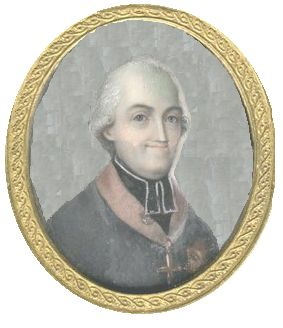
Miniatuurportret van Clemens Wenseclaus van Saksen door Franz Joseph Noortwyck

Franz Joseph Noortwyck, achternaam ook geschreven als Noortwyk (Anholt, 1767 - Trier, 1788), was een Duits miniaturist.

## Levensbeschrijving
Op 17-jarige leeftijd werd hij door Clemens Wenceslaus van Saksen, de laatste keurvorst en aartsbisschop van Trier, benoemd tot hofminiaturist (Kabinett-Miniaturmaler). Clemens August had een grote familie. Hij was het dertiende kind van de Poolse koning en Saksische keurvorst Frederik August II van Polen. Het was in die tijd aan de Europese hoven gebruikelijk om miniaturen op ivoor, koper of karton te laten schilderen om deze cadeau te doen aan familieleden, vrienden en relaties. Er was immers nog geen fotografie. De miniaturen werden ook in snuifdozen geplaatst, een in die tijd in het diplomatieke verkeer veelgebruikt relatiegeschenk.
In 1788, op 21-jarige leeftijd, overleed Franz Joseph Noortwyck.

## Nalatenschap
De miniaturen van Noortwijck zijn niet altijd gesigneerd. Men schrijft ze soms aan hem toe op grond van het onderwerp: personen uit de omgeving van de keurvorst, zoals zijn zuster Maria Cunigunde van Saksen, abdis van het Stift Thorn en het Sticht Essen.
Werk van Noortwyck is te vinden in de verzameling van het Saksische koningshuis in Dresden. Werken uit verzamelingen van Duitse families worden geregeld op veilingen aangeboden.
De laatste grote tentoonstelling van zijn werk was in 1914 in het Hessisches Landesmuseum in Darmstadt.
- Gemeinsame Normdatei: 189489464
- RKD-Nederlands Instituut voor Kunstgeschiedenis: 59915
- Union List of Artist Names: 500095903
- Virtual International Authority File: 96386717